# Cantonul Tournon-Saint-Martin
Cantonul Tournon-Saint-Martin este un canton din arondismentul Le Blanc, departamentul Indre, regiunea Centru, Franța.

## Comune
- Fontgombault
- Lingé
- Lurais
- Lureuil
- Martizay
- Mérigny
- Néons-sur-Creuse
- Preuilly-la-Ville
- Sauzelles
- Tournon-Saint-Martin (reședință)